# Robert Dante Siboldi
Robert Dante Siboldi Badiola (Montevideo, 24 de septiembre de 1965) es un exfutbolista y entrenador uruguayo. Actualmente dirige al Mazatlán Fútbol Club de la Liga MX.
Jugó como guardameta, la mayor parte de su carrera en clubes de México, además de defender los colores de la Selección de Uruguay entre 1992 y 1997. Como entrenador, ha sido dos veces campeón del máximo circuito del fútbol mexicano, con el Santos Laguna y los Tigres UANL, ambos logros conseguidos como entrenador interino y en sólo tres liguillas disputadas en su carrera.

## Trayectoria

### Como jugador
En 1983 inició su carrera con el Club Atlético Peñarol de Uruguay, en ese mismo año llegó a la final de la Copa Libertadores, la cual perdió ante Grêmio Foot-Ball Porto Alegrense. Con Peñarol logró el campeonato de los torneos 1985 y 1986. También ganó la Liguilla Pre-Libertadores de América en sus ediciones de 1984, 1985, 1986 y 1988. En 1987 fue campeón de la Copa Libertadores y subcampeón de la Copa Intercontinental. La temporada 1988-89 fue traspasado al Club de Gimnasia y Esgrima La Plata, en donde no tuvo actividad.
En 1989 llegó a México para jugar con el Atlas Fútbol Club. Debutó en el fútbol mexicano el 11 de septiembre de 1989, en una victoria 2-1 de Atlas sobre el Club Deportivo Guadalajara. Estuvo durante tres temporadas con los «Rojinegros», jugó 108 partidos y fue reconocido con el Premio Citlalli como el mejor portero de la temporada 1989-90. La temporada 1992-93 Siboldi se mantuvo sin equipo, pero fue contratado por Cruz Azul Fútbol Club para la 1993-94. La siguiente temporada estuvo con el Club Puebla y en 1995 fichó con los Tigres de la UANL. Con los «Felinos» logró el campeonato de la Copa México 1996, sin embargo, en ese mismo año su equipo descendió a la Primera División "A". A pesar del descenso, Siboldi se mantuvo en el equipo y consiguió el ascenso a Primera División tras coronarse campeón de los torneos Invierno 1996 y Verano 1997, después de esto Siboldi estuvo cinco torneos más con Tigres. 
Se mantuvo durante 6 meses entrenando en la ciudad de Monterrey tras terminar su contrato con Tigres y en mayo fue ofrecido para regresar a Peñarol, pero al final regresó a Argentina para jugar con Argentinos Juniors, con quienes estuvo una temporada y en abril de 2001 fue contratado por el Atlético Junior de Colombia en sustitución de René Higuita, con el equipo cafetalero permaneció hasta el final del Campeonato colombiano 2001. Tras 6 meses inactivo regresó a México el verano de 2002 para jugar el Torneo Apertura con Gavilanes de Nuevo Laredo. En enero de 2003 dio por concluida su carrera como futbolista cuando Gavilanes fue descendido a la Segunda División como consecuencia de adeudos económicos con la FMF.

### Como entrenador
Tras concluir su carrera como jugador en enero de 2003, empezó a desempeñarse como entrenador de porteros de Zacatepec, en donde solo estuvo durante cuatro meses y entonces fue invitado por José Luis Saldívar a formar parte de su cuerpo técnico. De mayo a diciembre estuvo con Irapuato, de enero a mayo de 2004 con León y de mayo a junio con Cruz Azul Oaxaca. A partir de junio se convirtió en el entrenador de porteros del primer equipo de Cruz Azul, siendo el encargado de poner en forma a Oscar Pérez Rojas. En junio de 2005 dejó se puesto como entrenador de porteros para ser director técnico de uno de los equipos de fuerzas básicas de Cruz Azul y un año después fue el encargado de dirigir a Cruz Azul Jasso, con quienes logró el campeonato del Torneo Clausura 2007 de la Segunda División. En mayo de 2007 disputó la final de ascenso a la Primera División 'A', en donde fue derrotado por Pachuca Juniors. En julio de 2007 fue designado director técnico de Cruz Azul Hidalgo de la Primera División "A".
En mayo de 2009 fue nombrado director interno de Cruz Azul debido al despido de Benjamín Galindo. Dirigió a la «Máquina» dos partidos, uno de liga ante Jaguares de Chiapas que terminó en empate a tres goles y el partido de vuelta de la final de la Liga de Campeones de la Concacaf 2008-09 que de igual manera culminó en un empate que le dio el título a Atlante por haber ganado 2-0 el partido de ida. Siboldi dirigió durante siete torneos a Cruz Azul Hidalgo y en enero de 2011 llegó al Club de Fútbol Monterrey como entrenador de porteros en sustitución de Nicolás Navarro. Permaneció en la institución durante 11 meses y en diciembre fue nombrado director técnico de Dorados de Sinaloa. Dirigió el Torneo Clausura 2012 y al finalizar este se decidió que no continuara más en el club.
En julio de 2014 fue nombrado Director de las Fuerzas Básicas del Club Santos Laguna. En agosto de 2015 Pedro Caixinha renunció a su cargo como director técnico de Santos, y se nombró como técnico interino a Siboldi, quien dirigió dos partidos, uno de liga contra Monterrey que terminó en empate y otro internacional ante Saprissa que resultó en derrota para Santos. El 18 de septiembre de 2017, José Manuel de la Torre fue destituido de su cargo como técnico y en su lugar se anunció a Siboldi como nuevo técnico hasta el final del torneo, teniendo como auxiliares a Rafael Figueroa y a Gonzalo Cigliuti.
Para el torneo Clausura 2018, el Santos Laguna de Siboldi se coronó campeón al vencer al Toluca por marcador global de 3-2. El miércoles 8 de agosto, la directiva lagunera anunció la renuncia del estratega uruguayo al cargo en el banquillo.
El 6 de diciembre de 2018 es fichado por el Club Tiburones Rojos de Veracruz y presentó su renuncia el 16 de abril de 2019 en la fecha 14 del torneo.
Tras la salida de Pedro Caixinha del banquillo de Cruz Azul, es presentado el 6 de septiembre de 2019 como nuevo director del club mexicano para el Apertura 2019. Obtiene su primera victoria en Leagues Cup al vencer 2-1 a Tigres en la final y ganado el torneo. Su primera victoria con Cruz azul en la Apertura 2019 sería en la Jornada 13 al derrotar sorpresivamente 5-2 al América, dando la vuelta al marcador en el Estadio Azteca. En el Clausura 2020 el equipo comandado por Robert muestra un buen estilo de juego, que lo lleva al primer puesto con solo dos derrotas, lamentablemente el torneo se canceló debido a la pandemia por Covid-19. En pretemporada rumbo al torneo Guardianes 2020 gana la Copa por México. Ya en el Guardianes 2020 finaliza el torneo en cuarto puesto, llevando al equipo a liguilla. En cuartos de final vence a Tigres UANL 3-2 accediendo así a semifinales. Para las semifinales vence 4-0 a Pumas en el estadio Azteca, sin embargo cayó de la misma manera 4-0 en calidad de visitante, por lo cual los comandados por Robert quedan fuera del torneo. Primer DT campeón de la Leagues Cup con Cruz Azul . Ese sería su último juego en el banquillo cementero ya que presenta su renuncia el 11 de diciembre de 2020. 
El 19 de abril de 2021, el Club Tijuana anunció que Siboldi se haría cargo del club luego de que el ex entrenador Pablo Guede renunciara luego de una derrota por 3-2 ante el Mazatlán. En septiembre de 2021, se anunció que Siboldi ya no sería el entrenador del equipo luego de una derrota por 3-0 contra el Necaxa el día anterior.
El 5 de marzo de 2022, Siboldi fue nombrado entrenador del club Al-Ahli de Arabia Saudita. Se quedaron a un gol para la permanencia, cuando él llegó estaba prácticamente descendido ese Club. web|url=https://www.espn.com.ar/futbol/nota/_/id/10563344/al-ahli-descenso-robert-dante-siboldi-arabia-saudita. A pesar de la decisión del club de continuar con el proyecto, Al Ahli cambia de administración y es cesado. 
En abril de 2023, fue anunciado como nuevo entrenador del Tigres UANL y el 28 de mayo del 2023 consiguió el campeonato de la liga ante las Chivas del Guadalajara en un marcador 3-2 en tiempo extra. Ganó la Campeones Cup 2023 y Campeones de Campeones 2023. El 4 de junio de 2024, el club confirmó que su contrato no sería renovado.

## Selección nacional
Debutó con la Selección de Uruguay el 21 de junio de 1992 en un partido amistoso ante Australia. Fue el portero titular de Uruguay durante la Copa América 1993, donde disputó 4 partidos y fue eliminado en cuartos de final por Colombia. Disputó su primer partido de eliminatoria mundialista el 25 de julio de 1993, en la victoria como visitante de Uruguay ante Venezuela, Siboldi registró 8 partidos disputados de la eliminatoria mundialista de 1994. Fue nuevamente el portero titular durante la Copa América 1997, esta vez registrando 3 partidos. Disputó 10 partidos de la eliminatoria de la copa mundial de 1998 y jugó su último encuentro el 10 de septiembre de 1997, en la derrota 2-1 de Uruguay ante Perú. En total disputó 34 partidos, 18 de eliminatoria mundialista, 7 de Copa América y 9 amistosos.
| 1  | 21 de junio de 1992      | Estadio Centenario, Montevideo                   | Australia      | 2-0 | Amistoso                      |
| 2  | 4 de julio de 1992       | Estadio Centenario, Montevideo                   | Ecuador        | 3-1 | Amistoso                      |
| 3  | 23 de septiembre de 1992 | Estadio Centenario, Montevideo                   | Argentina      | 0-0 | Copa Lipton                   |
| 4  | 25 de noviembre de 1992  | Estadio Governador Ernani Sátyro, Campina Grande | Brasil         | 1-2 | Amistoso                      |
| 5  | 29 de noviembre de 1992  | Estadio Centenario, Montevideo                   | Polonia        | 0-1 | Amistoso                      |
| 6  | 20 de diciembre de 1992  | Estadio Centenario, Montevideo                   | Alemania       | 1-4 | Amistoso                      |
| 7  | 16 de junio de 1993      | Estadio Bellavista, Ambato                       | Estados Unidos | 1-0 | Copa América 1993             |
| 8  | 19 de junio de 1993      | Estadio Bellavista, Ambato                       | Venezuela      | 2-2 | Copa América 1993             |
| 9  | 22 de junio de 1993      | Estadio Olímpico Atahualpa, Quito                | Ecuador        | 2-1 | Copa América 1993             |
| 10 | 26 de junio de 1993      | Estadio Monumental, Guayaquil                    | Colombia       | 1-1 | Copa América 1993             |
| 11 | 13 de julio de 1993      | Estadio Nacional del Perú, Lima                  | Perú           | 1-2 | Amistoso                      |
| 12 | 17 de julio de 1993      | Estadio Centenario, Montevideo                   | Perú           | 3-0 | Amistoso                      |
| 13 | 25 de julio de 1993      | Polideportivo de Pueblo Nuevo, San Cristóbal     | Venezuela      | 0-1 | Eliminatoria mundialista 1994 |
| 14 | 1 de agosto de 1993      | Estadio Centenario, Montevideo                   | Ecuador        | 0-0 | Eliminatoria mundialista 1994 |
| 15 | 8 de agosto de 1993      | Estadio Hernando Siles, La Paz                   | Bolivia        | 3-1 | Eliminatoria mundialista 1994 |
| 16 | 15 de agosto de 1993     | Estadio Centenario, Montevideo                   | Brasil         | 1-1 | Eliminatoria mundialista 1994 |
| 17 | 29 de agosto de 1993     | Estadio Centenario, Montevideo                   | Venezuela      | 4-0 | Eliminatoria mundialista 1994 |
| 18 | 5 de septiembre de 1993  | Estadio Monumental, Guayaquil                    | Ecuador        | 0-1 | Eliminatoria mundialista 1994 |
| 19 | 12 de septiembre de 1993 | Estadio Centenario, Montevideo                   | Bolivia        | 2-1 | Eliminatoria mundialista 1994 |
| 20 | 19 de septiembre de 1993 | Estadio de Maracaná, Río de Janeiro              | Brasil         | 2-0 | Eliminatoria mundialista 1994 |
| 21 | 25 de agosto de 1996     | Estadio Nagai, Osaka                             | Japón          | 5-3 | Amistoso                      |
| 22 | 8 de octubre de 1996     | Estadio Centenario, Montevideo                   | Bolivia        | 1-0 | Eliminatoria mundialista 1998 |
| 23 | 12 de noviembre de 1996  | Estadio Nacional de Chile, Santiago de Chile     | Chile          | 1-0 | Eliminatoria mundialista 1998 |
| 24 | 15 de diciembre de 1996  | Estadio Centenario, Montevideo                   | Perú           | 2-0 | Eliminatoria mundialista 1998 |
| 25 | 12 de enero de 1997      | Estadio Centenario, Montevideo                   | Argentina      | 0-0 | Eliminatoria mundialista 1998 |
| 26 | 12 de febrero de 1997    | Estadio Olímpico Atahualpa, Quito                | Ecuador        | 4-0 | Eliminatoria mundialista 1998 |
| 27 | 2 de abril de 1997       | Estadio Centenario, Montevideo                   | Venezuela      | 3-1 | Eliminatoria mundialista 1998 |
| 28 | 30 de abril de 1997      | Estadio Defensores del Chaco, Asunción           | Paraguay       | 3-1 | Eliminatoria mundialista 1998 |
| 29 | 12 de junio de 1997      | Estadio Olímpico Patria, Sucre                   | Perú           | 1-0 | Copa América 1997             |
| 30 | 15 de junio de 1997      | Estadio Olímpico Patria, Sucre                   | Venezuela      | 2-0 | Copa América 1997             |
| 31 | 18 de junio de 1997      | Estadio Hernando Siles, La Paz                   | Bolivia        | 1-0 | Copa América 1997             |
| 32 | 20 de julio de 1997      | Estadio Hernando Siles, La Paz                   | Bolivia        | 1-0 | Eliminatoria mundialista 1998 |
| 33 | 20 de agosto de 1997     | Estadio Centenario, Montevideo                   | Chile          | 1-0 | Eliminatoria mundialista 1998 |
| 34 | 10 de septiembre de 1997 | Estadio Nacional del Perú, Lima                  | Perú           | 2-1 | Eliminatoria mundialista 1998 |

## Estadísticas

### Como jugador

#### Clubes
| Equipo                                        | País      | Año       | PJ  |
| --------------------------------------------- | --------- | --------- | --- |
| Club Atlético Peñarol                         | Uruguay   | 1983-1988 | ?   |
| Gimnasia y Esgrima La Plata                   | Argentina | 1988-1989 | ?   |
| Atlas Fútbol Club                             | México    | 1989-1992 | 108 |
| Cruz Azul Fútbol Club                         | México    | 1993-1994 | 32  |
| Club Puebla                                   | México    | 1994-1995 | 40  |
| Tigres UANL                                   | México    | 1995-1999 | 109 |
| Argentinos Juniors                            | Argentina | 2000-2001 | 18  |
| Atlético Junior                               | Colombia  | 2001      | 23  |
| Gavilanes de Nuevo Laredo                     | México    | 2002      | 12  |
| Total                                         | Total     | Total     | 342 |
| (1) Solo partidos de liga en Primera División |           |           |     |

#### Selección
| Competencia          | Sede            | Resultado        | PJ |
| -------------------- | --------------- | ---------------- | -- |
| Copa América 1993    | Ecuador         | Cuartos de final | 4  |
| Clasif. Mundial 1994 | América del Sur | No clasificó     | 8  |
| Copa América 1997    | Bolivia         | Primera fase     | 3  |
| Clasif. Mundial 1998 | América del Sur | No clasificó     | 10 |
| Amistosos            | -               | -                | 9  |
| Total                | Total           | Total            | 34 |

#### Resumen estadístico
| Equipo               | Año       | PJ  |
| -------------------- | --------- | --- |
| Clubes               | 1983-2002 | 342 |
| Selección de Uruguay | 1992-1997 | 34  |
| Total                | Total     | 376 |

### Como entrenador
| Club                     | País           | Año       | PJ  | PG  | PE | PP | Efectividad |
| ------------------------ | -------------- | --------- | --- | --- | -- | -- | ----------- |
| Cruz Azul Jasso          | México         | 2006-2007 | 23  | 14  | 7  | 2  | 71.01%      |
| Cruz Azul Hidalgo        | México         | 2007-2010 | 67  | 25  | 22 | 20 | 48.26%      |
| Cruz Azul (Interino)     | México         | 2009      | 2   | 0   | 2  | 0  | 33.33%      |
| Dorados de Sinaloa       | México         | 2012      | 14  | 4   | 2  | 8  | 33.33%      |
| Santos Laguna (Interino) | México         | 2015      | 1   | 0   | 1  | 0  | 33.33%      |
| Santos Laguna            | México         | 2017-2018 | 46  | 21  | 10 | 15 | 52.9%       |
| Veracruz                 | México         | 2018-2019 | 20  | 3   | 5  | 12 | 23.33%      |
| Cruz Azul                | México         | 2019-2020 | 44  | 24  | 7  | 13 | 59.85%      |
| Tijuana                  | México         | 2021      | 13  | 3   | 5  | 6  | 35.9%       |
| Al Ahli                  | Arabia Saudita | 2022      | 7   | 1   | 4  | 2  | 47.62%      |
| Tigres UANL              | México         | 2023-2024 | 65  | 30  | 22 | 13 | 57.43%      |
| Mazatlán                 | México         | 2025-Act. | 8   | 2   | 3  | 3  | 37.5%       |
| Total                    | Total          | Total     | 310 | 127 | 90 | 93 | 50.65%      |

## Palmarés

### Como jugador

#### Campeonatos nacionales
| Título                      | Club        | País    | Año     |
| --------------------------- | ----------- | ------- | ------- |
| Primera División de Uruguay | Peñarol     | Uruguay | 1987    |
| Primera División de Uruguay | Peñarol     | Uruguay | 1986    |
| Copa México                 | Tigres UANL | México  | 1995-96 |
| Primera División 'A'        | Tigres UANL | México  | I-1996  |
| Primera División 'A'        | Tigres UANL | México  | V-1997  |
| Campeón de Ascenso          | Tigres UANL | México  | 1997    |

#### Campeonatos internacionales
| Título                       | Club    | País            | Año  |
| ---------------------------- | ------- | --------------- | ---- |
| Copa Libertadores de América | Peñarol | América del Sur | 1987 |

#### Distinciones individuales
| Premio                                                     | Club  | País   | Año     |
| ---------------------------------------------------------- | ----- | ------ | ------- |
| Citlalli al Mejor Portero de la Primera División de México | Atlas | México | 1989-90 |

### Como entrenador

#### Campeonatos nacionales
| Título                     | Club            | País   | Año     |
| -------------------------- | --------------- | ------ | ------- |
| Segunda División de México | Cruz Azul Jasso | México | C-2007  |
| Primera División de México | Santos Laguna   | México | C-2018  |
| Primera División de México | Tigres UANL     | México | C-2023  |
| Campeón de Campeones       | Tigres UANL     | México | 2022-23 |

Campeonatos internacionales
| Título        | Club        | País   | Año  |
| ------------- | ----------- | ------ | ---- |
| Campeones Cup | Tigres UANL | México | 2023 |

Campeón de Campeones 2023 
Tigres de la UANL 
México
2023
Leagues Cup 2020
Cruz Azul 
México
2020

#### Distinciones individuales
| Premio                                                                  | Año     |
| ----------------------------------------------------------------------- | ------- |
| Mejor Director Técnico de la Primera División de México                 | C-2018  |
| Balón de Oro al Mejor Director Técnico de la Primera División de México | 2017-18 |